# Kaznodzieja (komiks)
Kaznodzieja (ang. Preacher) – amerykański komiks autorstwa Gartha Ennisa i Steve’a Dillona, publikowany w latach 1995–2000 przez wydawnictwo Vertigo pod logo DC Comics. Seria składa się z sześćdziesięciu sześciu comiesięcznych wydań (ostatni numer wydano w lipcu 2000 roku), pięciu one-shotów i czteroczęściowej limitowanej serii Święty od Morderców. Polskim wydawcą komiksu jest Egmont, który wydał serię w trzynastu zeszytach (sierpień 2002-listopad 2007).
Ennis z Dillonem wspólnie stworzyli postać Kaznodziei – teksańskiego pastora, który, wraz ze swoją dziewczyną i zaprzyjaźnionym wampirem, dosłownie poszukuje Boga. Seria Kaznodzieja, która z czasem stała się bestsellerowa, wydawana była również przez Vertigo, od kwietnia 1995 do października 2000. Łącznie ukazało się 66 zeszytów kontrowersyjnej serii komiksów tylko dla dorosłych, rysowanej przez Dillona w sposób realistyczny, a nawet naturalistyczny. Otrzymała siedem nominacji oraz jedną Nagrodę Eisnera – w 1999 roku dla „najlepszej regularnej serii”. Dillon otrzymał też nominację do tej nagrody jako najlepszy rysownik (w 1996).

## Fabuła
Głównym bohaterem komiksu jest Jesse Custer – młody kaznodzieja-alkoholik, który pewnego dnia otrzymuje niezwykle ważne zadanie: odszukanie Boga, który uciekł z niebios i ukrywa się na Ziemi. Towarzyszami Jessiego zostają jego eksdziewczyna Tulip i wampir Cassidy.
Jednym z ważniejszych zagadnień komiksu, poza poszukiwaniem samego Boga, jest istnienie bytu zwanego jako Genezis, dorównującego Bogu, zrodzonego ze związku anioła i demona. Ów byt pewnego dnia wnika w Jessiego, niszcząc przy okazji świątynię w której odprawiał nabożeństwo. W tym momencie kaznodzieja otrzymał swoją misję, jak również nadprzyrodzone zdolności. W czasie wędrówki Jessie i jego towarzysze spotkają wiele intrygujących postaci, takich jak Gębodupy, Herr Starr czy Święty od Morderców, jak również biorą udział w wielu nietypowych przygodach.

## Estetyka
Kaznodzieja to produkcja wulgarna, brutalna, niestroniąca od seksu i gore’u, mieszająca ze sobą elementy horroru, sensacyjne i satyryczne. Chociaż do dziś wywołuje spore kontrowersje, m.in. na tle religijnym, uważany jest za jeden z najlepszych i najbardziej znaczących komiksów końca dwudziestego wieku. Tworząc Kaznodzieję, twórcy czerpali inspiracje z różnych mediów, zaś od momentu publikacji, to ich twór zaczął inspirować innych.

## Adaptacje
Garth Ennis odsprzedał prawa do ekranizacji komiksu Electric Entertainment. Reżyserem filmu miała zostać Rachel Talalay, producentami Rupert Harvey i Tom Astor, zaś scenariusz napisał sam Ennis. W 1998 roku ukończył on scenopis, bazujący głównie na Zdarzyło się w Teksasie, jednakże produkcję filmu uniemożliwiły problemy finansowe. Ekipa postanowiła zainteresować filmem Kevina Smitha i Scotta Mosiera, założycieli wytwórni View Askew Productions. Ci podsunęli pomysł Miramaksowi, jednak wytwórnia odmówiła współpracy, obawiając się zbytnich kontrowersji. Smith i Mosier jeszcze przez jakiś czas byli zainteresowani projektem, ostatecznie jednak z niego zrezygnowali. Electric Entertainment połączyło wtedy siły ze Storm Entertainment, brytyjską wytwórnią filmów niezależnych; zdawało się, iż w tym momencie produkcja ruszy z kopyta, ponownie nie udało się jednak uzbierać odpowiednich funduszy. Do roli Jessiego wybrano Jamesa Marsdena.
W listopadzie 2006 Mark Steven Johnson i Howard Deutch zapowiedzieli produkcję serialowej wersji Kaznodziei, tworzonej dla HBO. Na podstawie każdego zeszytu powstać miał godzinny odcinek, przygotowano scenariusze, konspekty itd., jednakże w sierpniu 2008 produkcja serialu została anulowana – Johnson starał się stworzyć jak najwierniejszą adaptację komiksu, jednakże przedstawiciele HBO stwierdzili, że przygotowany przez niego materiał jest zbyt mroczny i brutalny. Johnson odmówił wprowadzenia zmian mających na celu złagodzenie serialu, w wyniku czego projekt upadł.
W październiku 2008 roku ponownie zapowiedziano produkcję filmu kinowego. Prawa do zekranizowania komiksu nabyła wytwórnia Columbia, która reżyserię Kaznodziei powierzyła Samowi Mandesowi (American Beauty, Droga do zatracenia). W filmie nie miał być wykorzystany napisany kilka lat wcześniej przez Ennisa scenariusz.
W 2016 pojawił się serial telewizyjny Preacher stanowiący adaptację komiksu. Twórcami, emitowanego przez telewizje AMC serialu byli Sam Catlin, Evan Goldberg i Seth Rogen, a w roli tytułowej wystąpił Dominic Cooper.

## Pierwsze wydanie (oprawa miękka)
| Lp. | Tytuł polski                          | Tytuł oryginału            | Zawartość                                                                                          | Data polskiego wydania |
| --- | ------------------------------------- | -------------------------- | -------------------------------------------------------------------------------------------------- | ---------------------- |
| 1   | Zdarzyło się w Teksasie               | Gone to Texas              | Zeszyty Preacher #1-5                                                                              | 07.2002                |
| 2   | Nowojorscy gliniarze                  | Gone to Texas              | Zeszyty Preacher #6-7                                                                              | 11.2002                |
| 3   | Aż do końca świata                    | Until the End of the World | Zeszyty Preacher #8-12                                                                             | 03.2003                |
| 4   | Łowcy                                 | Until the End of the World | Zeszyty Preacher #13-17                                                                            | 05.2003                |
| 5   | Dumni Amerykanie                      | Proud Americans            | Zeszyty Preacher #18-26                                                                            | 03.2004                |
| 6   | Dawne dzieje: Święty od Morderców     | Ancient History            | Zeszyty Preacher Special: Saint of Killers #1-4                                                    | 09.2004                |
| 7   | Dawne dzieje: Historia Sam Wiesz Kogo | Ancient History            | Zeszyty Preacher Special: The Story of You-Know-Who #1 oraz Preacher Special: The Good Old Boys #1 | 05.2005                |
| 8   | Krew i whiskey                        | Dixie Fried                | Album Preacher Special: Cassidy – Blood & Whiskey #1                                               | 07.2005                |
| 9   | Na południe                           | Dixie Fried                | Zeszyty Preacher #27-33                                                                            | 10.2005                |
| 10  | Wojna w słońcu                        | War in the Sun             | Zeszyty Preacher #34-40 oraz Preacher Special: One Man’s War #1                                    | 04.2006                |
| 11  | Salvation                             | Salvation                  | Zeszyty Preacher #41-50                                                                            | 08.2006                |
| 12  | Całe piekło nadchodzi                 | All Hell’s a Coming        | Zeszyty Preacher #51-58 oraz Preacher Special: Tall in the Saddle #1                               | 03.2007                |
| 13  | Alamo                                 | Alamo                      | Zeszyty Preacher #59-66                                                                            | 11.2007                |

## Drugie wydanie (oprawa twarda)
| Lp. | Tytuł polski        | Tytuł oryginału      | Zawartość | Data polskiego wydania |
| --- | ------------------- | -------------------- | --- | ---------------------- |
| 1   | Kaznodzieja – Tom 1 | Preacher: Book One   | Zeszyty Preacher #1-12 | 06.2017                |
| 2   | Kaznodzieja – Tom 2 | Preacher: Book Two   | Zeszyty Preacher #13-26 | 09.2017                |
| 3   | Kaznodzieja – Tom 3 | Preacher: Book Three | Zeszyty Preacher #27-33, Preacher Special: Saint of Killers #1-4 oraz Preacher Special: Cassidy – Blood & Whiskey #1                                    | 01.2018                |
| 4   | Kaznodzieja – Tom 4 | Preacher: Book Four  | Zeszyty Preacher #34-40, Preacher Special: The Story of You-Know-Who #1, Preacher Special: The Good Old Boys #1 oraz Preacher Special: One Man’s War #1 | 03.2018                |
| 5   | Kaznodzieja – Tom 5 | Preacher: Book Five  | Zeszyty Preacher #41-54 | 09.2018                |
| 6   | Kaznodzieja – Tom 6 | Preacher: Book Six   | Zeszyty Preacher #55-66 oraz Preacher Special: Tall in the Saddle #1                                                                                    | 12.2018                |